# Kanton Nivillers
Kanton Nivillers (fr. Canton de Nivillers) byl francouzský kanton v departementu Oise v regionu Pikardie. Skládal se z 20 obcí. Zrušen byl po reformě kantonů 2014.

## Obce kantonu
- Bailleul-sur-Thérain
- Bonlier
- Bresles
- Le Fay-Saint-Quentin
- Fontaine-Saint-Lucien
- Fouquerolles
- Guignecourt
- Haudivillers
- Juvignies
- Lafraye
- Laversines
- Maisoncelle-Saint-Pierre
- Nivillers
- Oroër
- Rochy-Condé
- Therdonne
- Tillé
- Troissereux
- Velennes
- Verderel-lès-Sauqueuse